# Leuconephra maculapex
Leuconephra maculapex là một loài bướm đêm trong họ Noctuidae.